# Орден «Дуслик»
Орден «Дуслик» (тат. «Дуслык» ордены) — друга за значимістю державна нагорода Республіки Татарстан, заснована 25 квітня 2015 року, яка вручається Раїсом Республіки Татарстан.

## Історія
Орден «Дуслик» засновано Законом Республіки Татарстан від 25 квітня 2015 року, ухваленим Державною радою Республіки Татарстан за підписом президента Республіки Татарстан Рустама Мінніханова . Ця нагорода була створена через розширення міжнародного економічного та міжрегіонального співробітництва Татарстану в рамках удосконалення його нагородної системи, ставши другим орденом республіки. Зовнішній вигляд ордену було встановлено указом президента від 28 серпня 2015 року. Автором дизайну ордена є художник Григорій Ейдінов. Орденом за номером № 1 указом від 19 серпня 2015 року було нагороджено першого президента Татарстану Мінтімєра Шаймієва. Станом на 2020 рік орденом нагороджено понад 160 осіб.
Нагородна політика викликає у суспільстві Татарстану запитання. Зокрема, цей орден часто вручається, при цьому відповідні укази не публікуються. Так, значний резонанс отримало нагородження у вересні 2023 року 15-річного Адама Кадирова, сина голови Чечні Рамзана Кадирова.

## Статут
Орденом «Дуслик» нагороджуються громадяни Російської федерації, іноземні громадяни та особи без громадянства «за особливі заслуги у зміцненні міжнародного авторитету Республіки Татарстан, дружби та співробітництва між Республікою Татарстан й іноземними державами, іншими суб'єктами Російської Федерації, за значний внесок у розвиток економічних, торгових, наукових, технічних, соціальних, культурних зв'язків та промислового потенціалу, ефективної інвестиційної, благодійної та суспільної діяльності, що сприяють процвітанню Республіки Татарстан».
Вищою відносно цього ордена нагородою визначено орден «За заслуги перед Республікою Татарстан», нижчою — медаль ордену «За заслуги перед Республікою Татарстан». Орден носиться на лівій стороні грудей, після орденів і медалей Російської Федерації та СРСР, а також ордена «За заслуги перед Республікою Татарстан». Для повсякденного носіння ордену призначено орденську планку, причому одночасне носіння ордену разом із орденською планкою не допускається. Орденська планка також носиться на лівому боці грудей і розташовується після нагород СРСР та РФ.
Нагородження орденом, як і рештою державних нагород Татарстану, проводиться указом Раїса Республіки Татарстан за рішенням відповідної комісії з державних нагород, офіційне повідомлення про нагородження публікується в газеті «Республіка Татарстан». Вручення ордену проводиться раїсом або іншими посадовими особами за його дорученням на відповідній урочистій церемонії. Удостоєння орденом може бути здійснено посмертно. У такому разі, а також через смерть нагородженого до вручення, орден передається його родичам на згадку. Особам, удостоєним ордену, надається щомісячна грошова виплата у розмірі 200 рублів, субсидії у розмірі 50 відсотків витрат на оплату житла та комунальних послуг, 100 відсотків з оплати телефонного зв'язку, радіо, колективної антени, а також безкоштовне зубо- та слухопротезування.

## Опис

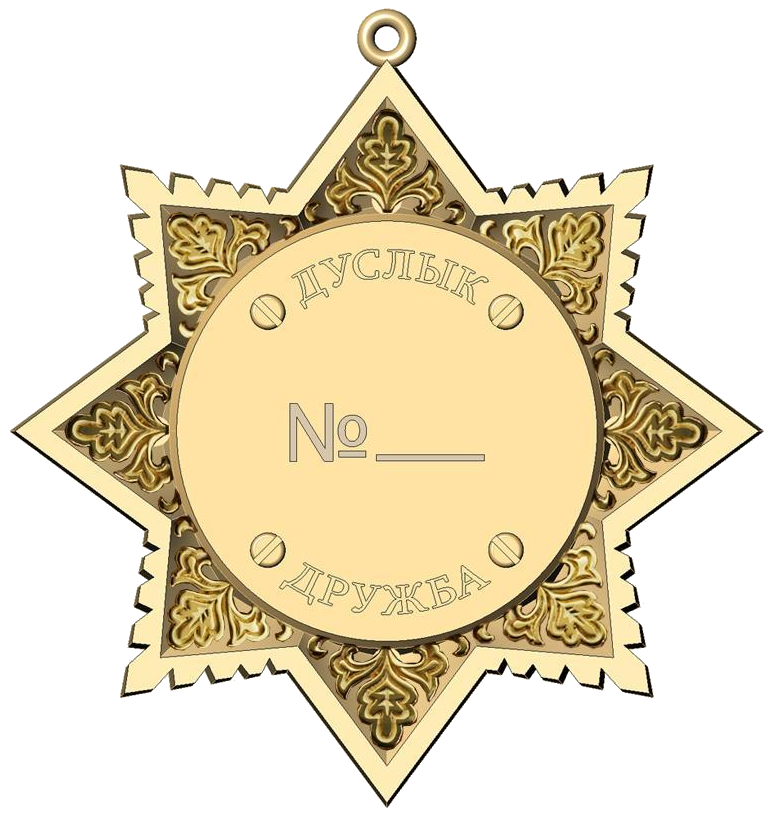
Реверс знака ордену

Знак ордену «Дуслик» виготовлений зі срібла 925-ї проби і є восьмипроменевою позолоченою зіркою, промені якої утворюють п'ятикутники. На горизонтальних і вертикальних променях зображений квітковий орнамент, тоді як діагональні промені є штралами. Відстань між протилежними променями становить 52 міліметри. На аверсі знака в центрі зірки розташований круглий медальйон діаметром 28 мм з опуклою позолоченою облямівкою, що обрамлений зображенням квіток тюльпана на срібному полі. У центрі медальйону, покритого синьою емаллю, знаходиться срібне стилізоване зображення Казанського кремля. Реверс знака являє собою круглий медальйон діаметром 28 мм, у центрі якого вибито номер ордену, а по колу розташовані два написи: вгорі татарською мовою — «ДУСЛЫК», внизу російською — «ДРУЖБА». Промені на реверсі покриті квітковим орнаментом. Всі зображення та написи є рельєфними .
За допомогою вушка та кільця знак з'єднаний із прямокутною колодкою розмірами 28 на 50 мм. Нижня частина колодки виконана у вигляді п'ятикутника з вушком та отвором для просування синьої шовкової муарової стрічки, в центрі якої розташовані три смуги у кольорах державного прапора Республіки Татарстан: зелена, біла та червона. Ширина стрічки становить 28 міліметрів, ширина зеленої та червоної смуг — 4 мм, ширина білої смуги — 1 мм. Орденська планка є прямокутною колодкою розмірами 10 на 24 мм, обтягнутою ідентичною за кольорами стрічкою. Ширина стрічки становить 24 мм, зеленої та червоної смуг — 4 мм, ширина білої смуги — 1 мм.